# Винницкий зоопарк
Винницкий зоопарк  (Подольский зоопарк) — зоологический парк в городе Винница. Является самым молодым зоопарком на Украине. Своих первых зверей он получил от Киевского, Менского и Ровненского зоопарков, а также совершил обмен с Черкасским зоопарком.
В зоопарке есть 6 видов фазанов, 2 вида павлинов, 2 вида страусов, бизоны, зубры, олени, муфлоны и ламы. Животных в зоопарке держат в полувольных условиях.
Зимой любимцев публики — крупных кошек, страусов — переводят в помещение, где посещение разрешены. А ослов и оленей подкармливают в вольерах, чтобы жиром запасались. Медведи, как никто из животных зоопарка, чувствуют изменение погоды. В неестественных условиях в спячку не впадают. Поэтому летом и зимой живут в одних и тех же вольерах. Только едят больше. Двое маленьких оленят впервые узнают на себе, что такое украинская зима. Их подкармливают морковью и яблоками посетители зверинца. Наименее холодостойких животных перевели в отдельное утеплённое помещение. Туда перевели больших кошек и страусов. На очереди — рыси. Их зимние вольеры должны скоро подготовить для посетителей. Однако, некоторые жители зверинца, например, зубры, волки и лисы, могут зимовать под открытым небом.
На октябрь 2022 г. численность жителей зоопарка составляла 138 зверей и 127 птиц, среди которых и эвакуированы с горячих мест боевых действий. Так из Одесской области привезли ягуара и тигра, из Киева — лемуров, из Харькова — верблюда, а из Николаевской области — рысь.